# Velika loža Češke
Velika loža Češke (češk. Veliká Lóže České Republiky), skraćeno VLČR, je regularna slobodnozidarska velika loža u Češkoj. Osnovana je 1990. godine uz pomoć Velike lože Austrije.

## Povijest
Nakon Njemačke okupacija Čehoslovačke 1938. godine rad Nacionalne velike lože Čehoslovačke bio zabranjen a svi slobodni zidari su bili protjerani. Tako je ova velika loža nastavila rad u progonstvu. Nakon završetka Drugog svjetskog rata 1945. godine lože su ponovo počele djelovati u zemlji tako da je rad ove velike lože službeno obnovljen 1947. godine. Međutim, Čehoslovačkim pučom već sljedeće godine dolaze komunisti na vlast tako da je velika loža preživjela do 1951. godine kada je službeno zabranjena, posebice radi pritiska iz Sovjetskog Saveza.
Nakon demokratskih promjena koje su uslijedile nakon Baršunaste revolucije i padom komunizma 1989. godine stvoreni su uvjeti za obnovu slobodnog zidarstva u Čehoslovačkoj. Tako su u Pragu 17. studenoga 1990. godine uspostavljene tri masonske lože ("Narod", "Rad" i "Most") koje će istoga dana osnovati i veliku ložu pod nazivom Velika loža Čehoslovačke (češk. Veliká Lóže Československá). Obnovilo ju je 18 od 31 slobodnog zidara koji su preživjeli razdoblje totalitarizma. Nakon raspada Čehoslovačke krajem 1992. godine Velika loža je preimenovana u sadašnji naziv Velika loža Češke. Za prvog velikog majstora izabran je liječnik Jiří Syllaba koji je kao mason bio iniciran 1926. godine i koje je bio zatočen u logorima od strane nacista tijekom cijelog Drugog svjetskog rata i također ostao u zemlji tijekom cijele komunističke ere.
Loža "Tri zvjezde", osnovana 1985. godine u Njemačkoj pod zaštitom Velike lože Njemačke, u rujnu 1990. seli se u Prag a pod zaštitu Velike lože Češke ulazi tek 1993. godine.
U Plzeňu je u lipnju 1995. godine osnovana "Josef Dobrovský". Međutim, zbog pada broja članova suspendirana je u travnju 1999. godine. U jesen 1996. godine osnovana je Loža "Ján Kollár", formalno u Pragu, ali s dozvolom za rad u Bratislavi. U Prague je 1999. godine osnivana i frankofonska Loža "Alphonse Mucha".
Godine 2002. osnovane su tri lože, i to Loža "Goethe u dolini mira" u Mariánskim Lázama, istraživačka Loža "Quatuor Coronati" u Pragu te Loža "Na izlazećem suncu" u Brnu. Sljedeće godine osnovana je prva loža u Bratislavi, slovačkom glavnom gradu pod nazivom "Kosmopolis". Godine 2004. u Pragu je osnovana Loža "Hiram" koja radi na engleskom jeziku. Praška Loža "Ján Kollár" je ugašena u lipnju 2005. godine, nakon devet godina rada. U jesen 2006. godine u Pragu osnovana je Loža "Iskrenost" koja radi na njemačkom jeziku. Godinu dana kasnije, u jesen 2007., osnovana je druga loža u Bratislavi, Loža "Libertas".
Veliki orijent Francuske je od početka 1990-ih u Češkoj osnivao svoje lože. Tako je osnovao tri lože, "Komenskog 17. studenog 1989" (osnovana 1990.) i "Radionica humanosti" u Pragu te "Putem svjetla" u Brnu (osnovana 1992.), koje su 23. listopada 1993. godine formirale Veliki orijent češki (Veliký Orient Český). Ovaj se veliki orijent 8. ožujka 2008. godine spojio u Veliku ložu Češke. Tako su pod zaštitu Velike lože Ceške pored spomenute tri lože ušle i Loža "Petra Solaris" u Pragu, Loža "Lux in tenebris" u Ostravi (osnovana 1994.). i ugašena Loža "Bratstvo" u Podivínu. U isto vrijeme primljena je i Loža "Humanizmus", osnovana od Velikog orijenta Francuske 1993. godine u Bratislavi.
Godine 2008. u Pragu su osnovane još dvije lože, "Sibi et posteris" te "J. B. Santini" koja radi na talijanskom jeziku.
Tri bratislavske lože, "Kosmopolis", "Libertas" i "Humanizmus", su se u ožujku 2008. godine povezale u Kotarsku veliku ložu Slovačke (Distriktní Veliká Lóže Slovensko). Godine dana kasnije su se izdvojile i 21. ožujka 2009. godine osnovale prvu veliku ložu u povijesti Slovačke, Veliku ložu Slovačke.
Od kraja 2010. godine vodili su se pregovori s Ložom "Templum Sapientiae" u Brnu (osnovana 2001.), koja se povukla iz Velike lože čeških zemalja (koju je osnovala Velika loža Francuske) i zatražila ulazak u Veliku ložu Češke. Taj je proces uspješno završen u listopadu 2011. godine. Isti je slučaj i s Ložom "Lasenic" u Pragu (osnovana 1991.), izvorno dijelom Velike lože "Humanitas" Bohemije, koja je primljena u lipnju 2013. godine. Godine 2010. ponovo se aktivira Loža "Josef Dobrovský" u Plzeňu.
Nakon primanja ove dvije lože te do kraja 2010-ih osnivano je još pet loža. U Kraljičinom Gradacu u lipnju 2014. godine osnovana je Loža "Josef Gočár". Godinu dana kasnije, 2015., osnovana je Loža "Lafayette u tri zrakoplova" u Olomoucu. Godine 2016. osnovana je Loža "Pod kamenom ružom" u Českim Budějovicama. U jesen 2017. godine u Brnu osnovana je Loža "Pravi i ujedinjeni prijatelji" koja radi na engleskom jeziku. Godinu dana kasnije, u jesen 2018., u Ústí na Labi utemeljena je Loža "Porta Bohemica".
U prvoj polovici 2020-ih osnovane su četiri lože. U Pragu su 2021. godine osnivane dvije lože, "František Alexandr Zach" i "Istina i jedinstvo na Tri okrunjena stupa", a 2022. i Loža "Sveti arkanđeo Mihael" koja radi na španjolskom jeziku. U Opavi je 2023. godina osnivana Loža "Pitagora".

## Ustroj
Sjedište Velike lože Češke je u Pragu. 

### Lože
U kolovozu 2024. godine pod zaštitom ove velike lože radi 29 loža, od toga 17 u Pragu, šest u Brnu, po jedna u Českim Budějovicama, Kraljičinom Gradacu,  Mariánskim Láznama, Olomoucu, Opavi, Ostravi, Plzeňu i Ústí na Labi.
- Loža "Narod" (češk. Lóže Národ) br. 1, Prag[18] – nosi naziv po praškoj loži utemeljenoj 1919. godine.
- Loža "Rad" (Lóže Dílo) br. 2, Prag[19] – nosi naziv po praškoj loži utemeljenoj 1920. godine.
- Loža "Most" br. 3, Prag[20] – nosi naziv po praškoj loži utemeljenoj 1927. godine.
- Loža "Tri zvjezde" (Lóže U tří hvězd) br. 4, Prag
- Loža "Josef Dobrovský" br. 5, Plzeň[21] – nosi naziv po plzenskoj loži utemeljenoj 1922. godine, odnosno po Josefu Dobrovskom, češkom filologu.
- Loža "Alphonse Mucha" br. 7, Prag – nosi naziv po slikaru i slobodnom zidaru Alphonsu Muchi i radi na francuskom jeziku.
- Loža "Goethe u dolini mira" (Lóže Goethe v údolí míru) br. 8, Mariánské Lázně[7] – nosi naziv po marianskolazneskoj loži utemeljenoj 1925. godine, odnosno po Johannu Wolfgangu von Goetheu, njemačkom književniku i znanstveniku i radi na njemačkom i češkom jeziku.
- Loža "Quatuor Coronati" br. 9, Prag[22] – ova istraživačka loža nosi naziv po najstarijoj istraživačkoj Loži "Quatuor Coronati" br. 2076, osnovanoj 1886. godine pod zaštitom Ujedinjene velike lože Engleske (UGLE).
- Loža "Na izlazećem suncu" (Lóže U vycházejícího slunce) br. 10, Brno[8] – nosi naziv po brnskoj loži utemeljenoj 1782. godine.
- Loža "Hiram" br. 12, Prag[23] – nosi naziv po praškoj loži utemeljenoj 1909. godine, odnosno po Hiramu Abifu i radi na engleskom jeziku.
- Loža "Iskrenost" (Lóže La Sincérité) br. 13, Prag – nosi naziv po litomeričkoj loži utemeljenoj 1745. godine i radi na njemačkom jeziku.[24]
- Loža "Komenskog 17. studenog 1989" (Lóže Comenius 17. listopadu 1989.) br. 15, Prag[25] – nosi naziv po Janu Komenskom, pedagogu i znanstveniku te danu početka Baršunaste revolucije; osnovana pod zaštitom Velikog orijenta Francuske, kasnije utemeljila Veliki orijent češki.
- Loža "Radionica humanosti" (Lóže Dílna lidskosti) br. 16, Prag – osnovana pod zaštitom Velikog orijenta Francuske, kasnije utemeljila Veliki orijent češki.
- Loža "Putem svjetla" (Lóže Cestou světla) br. 17, Brno[26] – nosi naziv po brnskoj loži utemeljenoj 1926. godine; osnovana pod zaštitom Velikog orijenta Francuske, kasnije utemeljila Veliki orijent češki.
- Loža "Lux in tenebris" br. 19, Ostrava[27] – nosi naziv po ostravskoj loži utemeljenoj 1932. godine, kao i po latinskom izrazu koji znači "Svjetlo u tami"; osnovana pod zaštitom Velikog orijenta češkog.
- Loža "Petra Solaris"  br. 20, Prag – nosi naziv po latinskom izrazu koji znači "Sunčeva stijena"; osnovana pod zaštitom Velikog orijenta češkog.
- Loža "Sibi et posteris" br. 21, Prag[28] – nosi naziv po praškoj loži utemeljenoj 1930. godine, kao i po latinskoj krilatici što u prijevodu znači "Za sebe i svoje potomstvo".
- Loža "J. B. Santini" br. 22, Prag[29] – nosi naziv po Janu Blažeju Santiniju Aichelu, arhitekti talijanskog podrijetla i radi na talijanskom jeziku.
- Loža "Templum Sapientiae" br. 23, Brno[30] – nosi naziv po latinskom izrazu koji znači "Hram mudrosti"; osnovana pod zaštitom Velike lože čeških zemalja.
- Loža "Lasenic" br. 25, Prag – osnovana pod zaštitom Velike lože "Humanitas" Bohemije.
- Loža "Josef Gočár" br. 26, Kraljičin Gradac – nosi naziv po Josefu Gočáru, arhitekti.
- Loža "Lafayette u tri zrakoplova" (Lóže Lafayettova na třech rovinách), br. 27, Olomouc[31] – nosi naziv po olomoučkoj loži utemeljenoj 1933. godine, kao i po francuskom plemiću i vojnom časniku Markizu de Lafayette-u.
- Loža "Pod kamenom ružom" (Lóže Pod kamennou růží) br. 28, České Budějovice[32]
- Loža "Pravi i ujedinjeni prijatelji" (Lóže True and United Friends) br. 29, Brno[33] – nosi naziv po brnskoj loži utemeljenoj 1784. godine i radi na engleskom jeziku
- Loža "Porta Bohemica" br. 30, Ústí na Labi[34] – nosi naziv po istoimenom klancu na rijeci Labi u Ústečkom kraju.
- Loža "František Alexandr Zach" br. 31, Prag – nosi naziv po Františeku Zachu, češkom vojnom teoretičaru i generalu srpske armije.
- Loža "Istina i jedinstvo na Tri okrunjena stupa" (Lóže Pravda a Jednota u Tří Korunovaných Sloupů) br. 32, Prag
- Loža "Sveti arkanđeo Mihael" (Lóže San Miguel Arcángel) br. 33, Prag – radi na španjolskom jeziku.
- Loža "Pitagora" (Lóže Pythagoras) br. 34, Opava – nosi naziv po opavskoj loži utemeljenoj 1785. godine, kao i po Pitagori, antičkom grčkom matematičaru.[35]

U okviru ove velike lože radile su i
- Loža "Ján Kollár" br. 6, Prag – nosila naziv po Jánu Kolláru, slovačkom političaru i piscu.
- Loža "Kosmopolis" br. 11, Bratislava – izdvojila se 2009. godine i formirala Veliku ložu Slovačke.
- Loža "Libertas" br. 14, Bratislava – izdvojila se 2009. godine i formirala Veliku ložu Slovačke.
- Loža "Humanizmus" br. 18, Bratislava – osnovana pod zaštitom Velikog orijenta Francuske; izdvojila se 2009. godine i formirala Veliku ložu Slovačke.
- Loža "Bratstvo" (Lóže Bratrství) br. 24, Podivín – osnovana pod zaštitom Velikog orijenta češkog iz kojeg je preuzeta kao već ugašena loža.

### Uprava
Velikom ložom Češke upravlja veliki majstor (češk. Velmistř) koji se bira na trogodišnje razdoblje. Dosadašnji veliki majstori su:
1. Jiří Syllaba (1990. – 1992.)
2. Čestmír Barta (1992. – 1997.)
3. Robert J. Jeřábek (1997. – 1999.)
4. Vladimír Grégr (v. d., 1999.)
5. Pavel Šebek (1999. – 2004.)
6. Petr Jirounek (2004. – 2007.)
7. Hynek Beran (2007. – 2010.)
8. Jan Brousek (2010. – 2013.)
9. Jacques Huyghebaert (2013. – 2015.)
10. Pavel E. J. Gergel (2015. – 2018.)
11. Miloš Hošek (2018. – 2021.)
12. Petr Komárek (2021. – 2024.)
13. Libor Adamec (od 2024.)

Veliki majstori Velikog orijenta češkog bili su Jiří Matouš (1993. – 1995.), Josef J. (1995. – 1996.), Jaromír Dvořák (1996. – 1997.), Miroslav Krůta (1997. – 2000.), Vladimír Novotný (2001. – 2002.), Jiří Horňáček (2002. – 2005.) i Václav Bidlo (2005. – 2008.).

### Međunarodna suradnja
Velika loža sudjeluje u radu Svjetske konferencije regularnih masonskih velikih loža. Također, potpisala je povelje o prijateljstvu i međusobnom priznavanju s preko 280 regularnih velikih loža.

### Obredi
Velika loža Češke upravlja simboličkim stupnjevima plave lože (učenik, pomoćnik i majstor) i delegira upravljanje visokim stupnjevima na dodatna tijela i redove. Obredi koji se rade u plavoj loži su:
- Kvapilov obred;
- Schröderov obred;
- Emulacijski obred;
- Drevni i prihvaćeni škotski red (samo prva tri stupnja);
- Francuski obred (samo prva tri stupnja).

## Pridružena tijela i redovi
Upravljanje visokim stupnjevima Velika loža Češke provodi kroz pridružena tijela i redove od kojih svaki predstavlja jedan obred a na temelju potpisanih konkordata. Ova tijela i redovi su:
- Vrhovno vijeće Drevnog i prihvaćenog Škotskog reda Češke (češk. Nejvyšší Rada Starého a Přijatého Skotského Ritu pro Českou Republiku) – nadležno za rad Drevnog i prihvaćenog škotskog obreda.[39]
- Pridružena tijela i redovi koji imaju svoje jedinice u Češkoj:
  -  Vrhovni veliki kapitel Kraljevskog luka Škotske – nadležan za rad kraljevskog luka i kripte, te mornara kraljevske arke i vitezova masona.[40]

## Vanjske poveznice
- Službena stranica
- Prethodna stranica
- Službena stranica u čast 100 godina VLČR